# CTorrent
CTorrent jest tekstowym klientem sieci BitTorrent na licencji GPL napisanym w języku C++.
Aktualnie można go uruchamiać na większości dystrybucji Linuksa, FreeBSD oraz Mac OS. Projekt CTorrent został zakończony w 2004 roku przez jego autora YuHong. Od tamtej pory stworzono zestaw rozszerzeń do oryginalnego klienta i nazwano go Enhanced CTorrent. Kod źródłowy CTorrenta jest dostępny na licencji GPL.